# Brug 848
Brug 848 is in de 21e eeuw een kunstwerk in Amsterdam-Zuid.
Brug 848 begon echter in 1976 als een houten voet- en fietsbrug in de Johannes Blookerweg nabij Duivendrecht. Het ontwerp was van Dirk Sterenberg van de Dienst der Publieke Werken. Deze brug werd gesloopt toen niet veel later de ringweg Amsterdam hier werd neergelegd.
In de periode rond 2011 werd het park 't Kleine Loopveld vernieuwd en aangesloten op het ecolint Amsterdam. Daarbij kwam er een nieuwe indeling van het gedeelte ten westen van de Buitenveldertselaan. Voor waterafvoer werden slootjes gegraven etc. Om toch door het park te kunnen lopen werd een aantal bruggen over de nieuwe waterwegen gelegd. De firma Haasnoot Bruggen kwam met een aantal landschappelijke bruggen, gebouwd in de combinatie staal en hout. Op een van die bruggen werd het bordje Brug 851 bevestigd.  Echter de brug gaat op elektronische kaarten door het leven als Brug 848. De brug heeft het uiterlijk van de bruggen uit de serie 2163-2166 uit dezelfde periode.
<<< · 801 · 802 · 803 · 804 · 805 · 808 · 811 · 812 · 813 · 814 · 815 · 816 · 817 · 818 · 819 · 820 · 821 · 822 · 823 · 824 · 825 · 826 · 827 · 828 · 829 · 830 · 831 · 832 · 833 · 834 · 835 · 836 · 837 · 838 · 839 · 840 · 841 · 842 · 844 · 845 · 846 · 848 · 849 · 850 ·  854 · 856 · 857 · 858 · 859 · 860 · 863 · 864 · 865 · 866 · 867 · 868 · 869 · 870 · 871 · 872 · 873 · 875 · 876 · 877 · 889 · 890 · 891 · 892 · 893 · 895 · 896 · 897 · 898 · 899 · >>>
Brugnummers 800, 806, 807, 809, 810, 843 (gesloopt, Uilenstede, Amstelveen), 847 (Uilenstede, Amstelveen) , 851 (gesloopt, Dirk Sterenberg), 852 (gesloopt, Dirk Sterenberg), 853 (gesloopt, Dirk Sterenberg), 855, 861, 862, 874, 878, 879, 880, 881, 882, 883, 884, 885, 886, 887, 888, 894 zijn niet (meer) vergeven.